# Tipula sichuanensis
Tipula sichuanensis är en tvåvingeart som beskrevs av Yang 1991. Tipula sichuanensis ingår i släktet Tipula och familjen storharkrankar. Inga underarter finns listade i Catalogue of Life.